# United States of Tara
United States of Tara ou Tara dans tous ses états au Québec est une série télévisée américaine en 36 épisodes de 26 minutes créée par Diablo Cody et diffusée entre le 18 janvier 2009 et le 20 juin 2011 sur Showtime. 
En France, la série est diffusée depuis le 13 mai 2010 sur Canal+, en Belgique depuis le 18 juin 2010 sur Be Séries et au Québec depuis le 4 novembre 2010 sur AddikTV.

## Synopsis
Tara Gregson, mère de deux adolescents, souffre d'un trouble dissociatif de l'identité. Elle possède plusieurs identités différentes, appelées alters pour « états alternatifs de conscience ». Lorsque Tara décide d'arrêter son traitement médical, ces différentes identités resurgissent : « T. », une adolescente de 16 ans ; « Alice », la mère parfaite des années 1950 ; « Buck », un vétéran du Viêt Nam pervers et alcoolique ; « Gimme », un alter animal ; le « Dr Shoshana Schœnbaum », une psychologue hippie et « Cocotte » (Chicken en VO), une double de Tara à l'âge de 5 ans.
Néanmoins, Tara peut compter sur le soutien de sa famille : son époux Max, ses enfants Kate et Marshall, ainsi que de sa petite sœur, Charmaine.  
Au fur et à mesure du temps, Tara va découvrir également les raisons de son trouble, en cherchant dans sa mémoire les événements traumatisants de son enfance.

## Fiche technique
- Titre original et français : United States of Tara
- Titres québécois : Tara dans tous ses états
- Création : Diablo Cody
- Réalisation : Craig Gillespie, Tricia Brock, Craig Zisk, Jamie Babbit, John Dahl, Brian Dannelly, Mark Mylod, Adam Davidson et Penny Marshall
- Scénario : Diablo Cody, Dave Finkel, Brett Baer, David Iserson, Tracy McMillan, Jill Soloway, Alexa Junge, Sheila Callaghan, Craig Wright, Ron Fitzgerald et Rolin Jones
- Direction artistique : L.J. Houdyshell
- Décors : Richard Toyon et Cabot McMullen
- Costumes : Kirston Leigh Mann
- Photographie : M. David Mullen et Brian J. Reynolds
- Montage : Bill Turro, Shannon Mitchell, Tim Boettcher et Tim Tommasino
- Musique : John Frizzel et Craig Wedren
- Casting : Camille H. Patton, Jennifer Lare et Elizabeth Barnes
- Production : Dan Kaplow ; Richard T. Schor et Lisa Vinnecour (coproduction) ; Elizabeth Benjamin et Ron Fitzgerald (superviseur) ; Craig Wright et Craig Gillespie (consultant) ; Steven Mesner et Jonathan Talpert (associé)
  - Production exécutive : Diablo Cody, Justin Falvey, Darryl Frank, Steven Spielberg, Craig Zisk, Jill Soloway et Alexa Junge
- Société de production : Dreamworks Television
- Sociétés de distribution (télévision) : Showtime Networks (États-Unis), Paramount Home Entertainment (DVD) ; Canal+ (France)
- Pays d'origine :  États-Unis
- Langue originale : anglais
- Format : couleur - 1,78:1 - son Dolby Digital
- Genre : série tragi-comique
- Durée : 26 minutes

Source : IMDb

## Distribution

### Acteurs principaux
- Toni Collette (VF : Marjorie Frantz) : Tara Gregson et ses alter ego : T., Alice, Buck, Gimme, Cocotte (Chicken en VO), Shoshana Schœnbaum, Bryce Craine
- John Corbett (VF : Maurice Decoster) : Max Gregson, mari de Tara
- Brie Larson (VF : Élisabeth Ventura) : Kate Gregson, fille de Tara et Max
- Keir Gilchrist (VF : Dimitri Rougeul) : Marshall Gregson, fils de Tara et Max
- Rosemarie DeWitt (VF : Laura Préjean) : Charmaine Craine, sœur de Tara

### Acteurs récurrents
- Pamela Reed (VF : Marie-Martine) : Beverly Craine, mère de Tara et Charmaine (saisons 1, 2 et 3)
- Fred Ward (VF : Jean Barney) : Frank Craine, père de Tara et Charmaine (saisons 1 et 2)
- Patton Oswalt (VF : Daniel Lafourcade) : Neil, collègue de Max (saisons 1 à 3)
- Nathan Corddry (VF : Franck Lorrain) : Gene Stuart, manager de Kate (saison 1)
- Shiloh Fernandez (VF : Donald Reignoux) : Benjamin Lambert (saison 1)
- Stephanie Courtney (VF : Marie-Christine Robert) : Beth (saison 1)
- Andrew Lawrence (VF : Alexis Tomassian) : Jason, intérêt romantique de Marshall, fils de pasteur (saison 1)
- Hayley McFarland (VF : Laëtitia Coryn) : Petula, amie de Marshall qui semble partager ses centres d'intérêt (saison 1)
- Ryan Eggold (VF : Laurent Morteau) : Tevin (saison 1)
- Ken Marino : Mike Connor (saison 1)
- Valerie Mahaffey (VF : Élisabeth Fargeot) : Dr Ocean, la thérapeute qui suit Tara (saison 1)
- Jessica St. Clair (VF : Rafaèle Moutier) : Tiffany St. Clair, ex-patronne de Charmaine (saison 1)
- Ashley Bell (VF : Cécile Nodie) : Tonya (saison 1)
- Joel Gretsch (VF : Arnaud Arbessier) : Dr Holden, thérapeute spécialiste des troubles du comportement (saison 1)
- Matthew Del Negro (VF : Serge Faliu) : Nick Hurley (saisons 1 et 2)
- Zosia Mamet (VF : Camille Donda) : Courtney, meilleure amie puis petite amie de Marshall (saison 2)
- Michael Hitchcock (VF : Edgar Givry) : Ted Mayo (saison 2)
- Joey Lauren Adams (VF : Virginie Ledieu) : Pammy, une serveuse (saison 2)
- Michael J. Willett (VF : Yoann Sover) : Lionel, ami puis petit ami de Marshall (saisons 2 et 3)
- Viola Davis (VF : Françoise Vallon) : Lynda Frazier, artiste (saison 2)
- Sammy Sheik (VF : Stéphane Fourreau) : Hany, partenaire de Ted (saison 2)
- Seth Gabel (VF : Alexandre Gillet) : Zach, le jeune homme de 27 ans rencontrant Kate sur son site (saison 2)
- Eddie Izzard (VF : Thierry Wermuth) : Dr Jack Hattarras (saison 3)
- Aaron Christian Howles (VF : Stanislas Forlani) : Noah Kane (saison 3)
- Keir O'Donnell (VF : Damien Witecka) : Evan, commercial (saison 3)

- Version française
  - Société de doublage : Dubbing Brothers[2],[3]
  - Direction artistique : Nathalie Regnier[2],[3]
  - Adaptation des dialogues : Laurence Fattelay, Edgar Givry et William Coryn[2],[3]

Source VF : Doublage Séries Database et RS Doublage

## Épisodes
La série comporte trois saisons composée de 12 épisodes chacune.

## Univers de la série

### Les personnages

#### Personnages principaux
Tara Gregson
Décoratrice d'intérieur aux multiples identités qui se dévoilent depuis que sur une décision mûrement réfléchie elle a décidé d'arrêter ses médicaments. Outre T., l'adolescente délurée, Tara peut aussi revêtir l'apparence de Buck, un « redneck » typique, seul alter gaucher et masculin, Alice quant à elle, est une femme au foyer, perfectionniste et rétro. Quant à Gimme, c'est une identité animale incontrôlable. La saison 2 est l'occasion pour Tara de dévoiler deux autres alters  : Shoshana Schœnbaum, une psychanalyste au look baba-cool (inspirée d'une véritable psychanalyste, dans la série), et Cocotte (Chicken en VO), Tara à l'âge de cinq ans. Chacune de ces formes apparaît pour pallier  un traumatisme antérieur ou  une déficience émotionnelle de Tara.
Max Gregson
Mari de Tara. Il fait preuve d'une incroyable compréhension à l'égard des alters du système de Tara et a du mal à gérer et à interpréter les réactions de ses enfants vis-à-vis de ces identités. Il est paysagiste et parle régulièrement à son collègue de sa femme.
Marshall Gregson
Fils de Tara et Max, adolescent de 14 ans avec une certaine passion nostalgique, s'habillant vintage et regardant des films des années 1930. Il est homosexuel, fait bien accepté par la famille, et joue un rôle de soutien au sein de celle-ci. Mais comme tous les soutiens, Marshall peut aussi lâcher. Dans la deuxième saison, Marshall aura une brève relation hétérosexuelle par curiosité  et envie de découvrir ; il finira par annoncer à sa famille qu'il est sûr d'être gay, même si celle-ci s'en doutait. Il sera en couple avec Lionel. Dans la troisième saison, il décide de rompre avec Lionel et se mettra en couple avec Noah, suivant les mêmes cours de cinéma que Marshall et Lionel.
Kate Gregson
Fille de Tara, qu'elle a eu à 19 ans. Rebelle, indépendante et déjà active sexuellement au grand désarroi de sa mère, elle ne supporte pas les alters autre que Tara, à l'exception de la détendue T., qui se rapproche un peu d'elle sur certains points. Elle est cependant en guerre ouverte avec Alice. Kate semble fière de ses mauvaises fréquentations. Elle et son frère partagent une forte complicité durant laquelle Kate révèle un côté plus tendre et mature.
Charmaine Craine
Sœur cadette de Tara, plus que perplexe face à son comportement et son trouble dissociatif de l'identité, dont elle nie parfois la véracité. Elle a une liaison sporadique avec le collègue de Max, Neil, et semble souffrir d'avoir été délaissée par ses parents au profit de Tara.

## Accueil

### Audiences

#### Aux États-Unis
Forte de son succès de la première saison (avec près de 2,1 millions de téléspectateurs en moyenne), le 10 février 2009, Robert Greenblatt (président de Showtime) a annoncé qu’United States of Tara était renouvelée pour une deuxième saison. Un an plus tard, à la suite des bonnes audiences et après seulement la diffusion du premier épisode de la deuxième saison, la chaîne a renouvelé la série pour une troisième saison de douze épisodes.
Le 23 mai 2011, la série a été annulée fautes d'audiences.

### Critiques
Selon Pierre Sérisier, Marjolaine Boutet et Joël Bassaget, United States of Tara peut être envisagée comme un plaidoyer pour la tolérance, mais aussi, au regard de la multiplicité des personnalités de Tara, comme métaphore de la femme moderne multi-tâches dans la société américaine, hésitante entre de multiples facettes de son identité pour choisir son avenir.

### Produits dérivés

#### Sorties DVD
Le 21 septembre 2011 est paru le coffret intégral de la saison 1, édité par Paramount.
À l'heure actuelle, la sortie en vidéo de la deuxième et troisième saison n'est pas prévue.

### Distinctions

#### Récompenses et nominations
61e cérémonie Emmy Award 2009
Meilleure actrice dans une série comique pour Toni Collette
Meilleur design pour un générique de série
Golden Globe Award 2009
Meilleure actrice dans une série pour Toni Collette
Golden Globes 2010
Meilleure actrice dans une série comique pour Toni Collette